# Edward Solly
Edward Solly (25 aprile 1776 – 2 dicembre 1844) è stato un mercante, collezionista d'arte e patriota britannico.

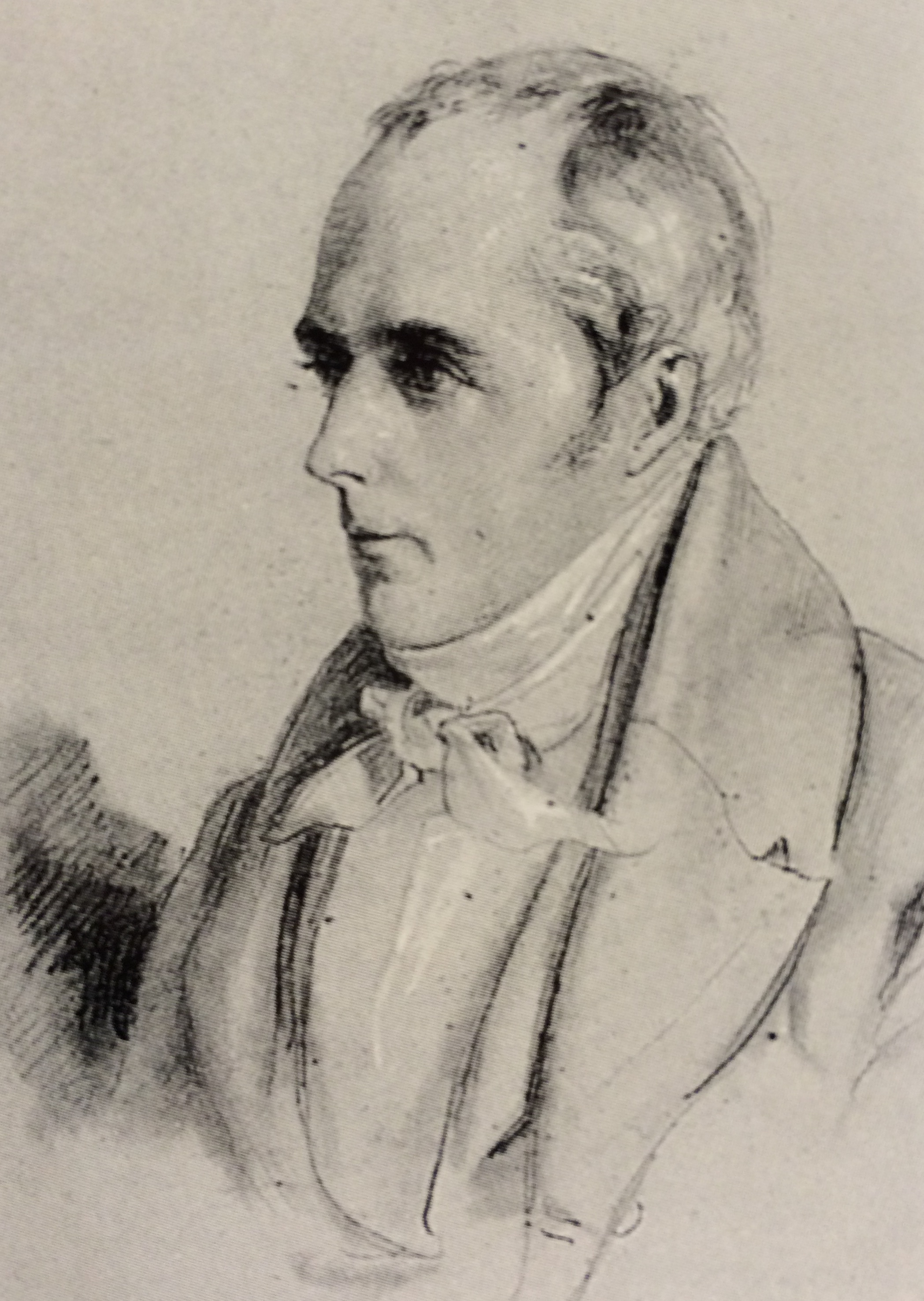
Ritratto di Edward Solly (attualmente presso la Gemäldegalerie di Berlino)

Accumulò una collezione senza precedenti di dipinti italiani del Trecento e del Quattrocento ed eccezionali esempi di Primitivi fiamminghi, in un'epoca in cui questi lavori non erano ancora apprezzati. Nel 1821 Solly vendette la sua enorme collezione di circa 3000 opere al re prussiano Federico Guglielmo III; 677 di loro formarono il nucleo della Gemäldegalerie, uno dei principali musei d'arte berlinesi. Dopo essere tornato a Londra acquisì poi una seconda collezione di oltre 1300 pezzi. Ricoprì inoltre il ruolo di staffetta per l'esercito inglese durante la sesta coalizione antifrancese.

## Origini
I Solly erano un'importante famiglia di mercanti, impegnata soprattutto nel commercio del legname baltico; tuttavia, in quanto religiosamente nonconformisti, furono per molto tempo soggetti a discriminazioni e ad ostracismo sociale. Durante le guerre napoleoniche comunque i Solly si assicurarono proficui contratti sia come fornitori di legno di quercia di provenienza prussiana e polacca che come approvvigionatori di navi. Edward Solly, uno dei fratelli più giovani, si trasferì prima a Stoccolma e poi nel 1813 a Berlino per sovrintendere agli affari familiari; il Blocco continentale napoleonico infatti stava ormai fallendo, e i mercanti inglesi erano nuovamente liberi di circolare in Europa.
Grazie ai suoi rapporti con "Fighting Charlie" Vane fu presente alla battaglia di Lipsia nell'ottobre 1813 come osservatore. In seguito alla vittoria alleata, Solly si offrì volontario per portare la notizia fino a Londra. Durante i mesi nel continente aveva infatti acquisito una buona conoscenza delle pianure tedesche settentrionali, ed era certo di poterle percorrere in velocità e autonomia. Il viaggio durò quindici giorni, portandolo quasi sempre attraverso territori ancora sotto il controllo francese. Salpò per l'Inghilterra a bordo di una nave da pesca olandese, e arrivò a Londra ventiquattro ore prima del messaggero ufficiale.

## La prima collezione
Dopo la fine della guerra tornò a Berlino, dove nel 1816 si sposò. Il suo grande fascino personale e la sua intelligenza gli aprirono i più alti circoli sociali, e man mano che i suoi affari prosperavano riuscì a stabilire buoni rapporti con i migliori esponenti dell'alta società prussiana (funzionari ministeriali, cortigiani, artisti, intenditori e intellettuali).

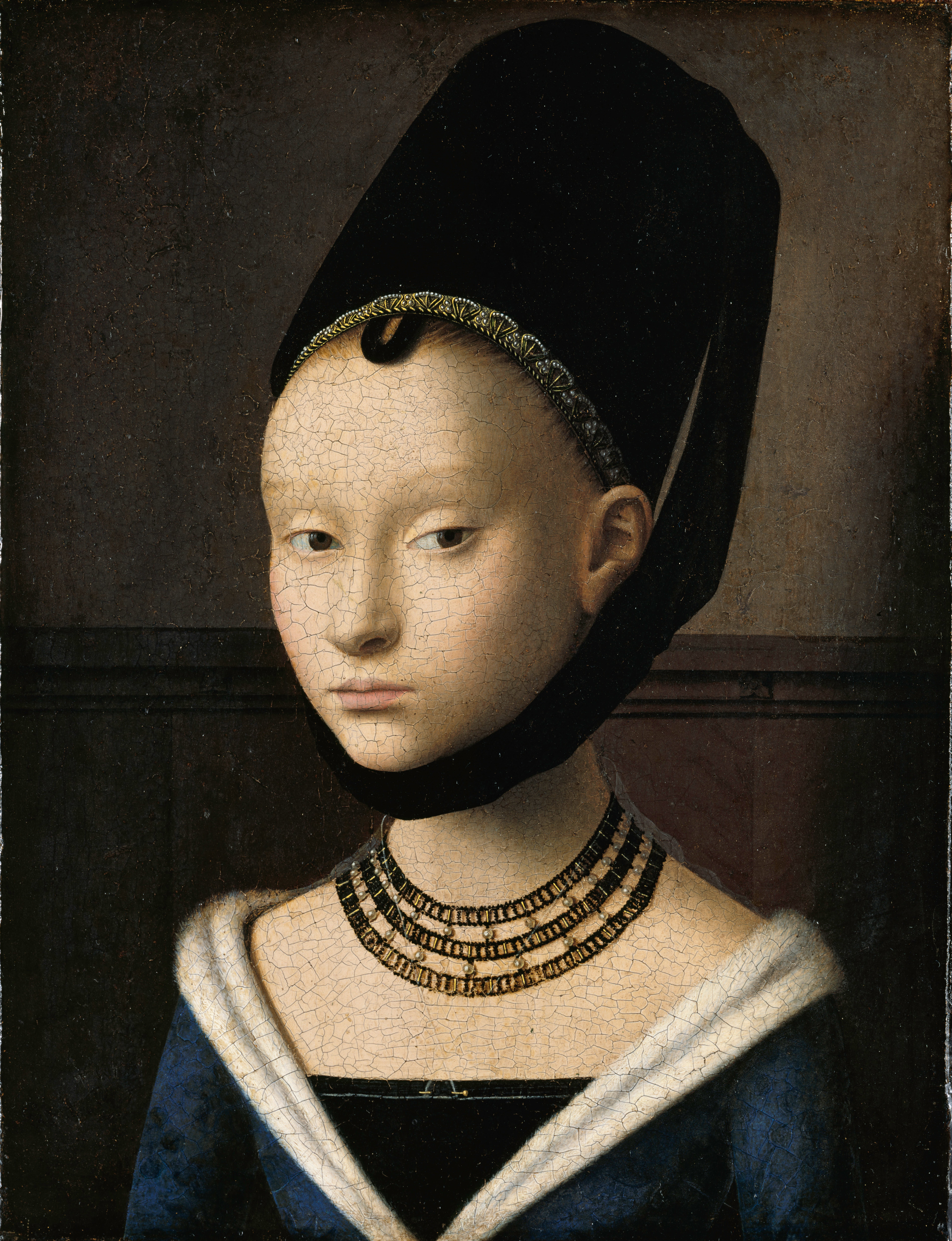
Ritratto di fanciulla, di Petrus Christus, una delle opere della prima collezione di Solly

Durante i suoi viaggi iniziò ad interessarsi alla pittura. Gli sconvolgimenti bellici e la chiusura dei monasteri avevano reso disponibili sul mercato molte opere d'arte, e Solly se ne dimostrò un acquirente perspicace, preoccupandosi della loro provenienza e della documentazione che la comprovasse, cosa insolita per l'epoca. Sebbene possedesse una delle più belle vedute di interni di Pieter de Hooch e forse anche la Donna in piedi alla spinetta di Jan Vermeer secondo il gusto del tempo, Solly s'interessava piuttosto ai primi dipinti italiani bizantineggianti del XIII e XIV secolo, ancora in gran parte conservati nelle chiese e nei monasteri che li avevano commissionati. Era attratto anche dai Primitivi fiamminghi: il suo acquisto più famoso in questo campo furono le ali del Polittico di Gand di Hubert e Jan van Eyck, vendute dai canonici della cattedrale subito dopo il ritorno dell'opera a Gand nel 1816.

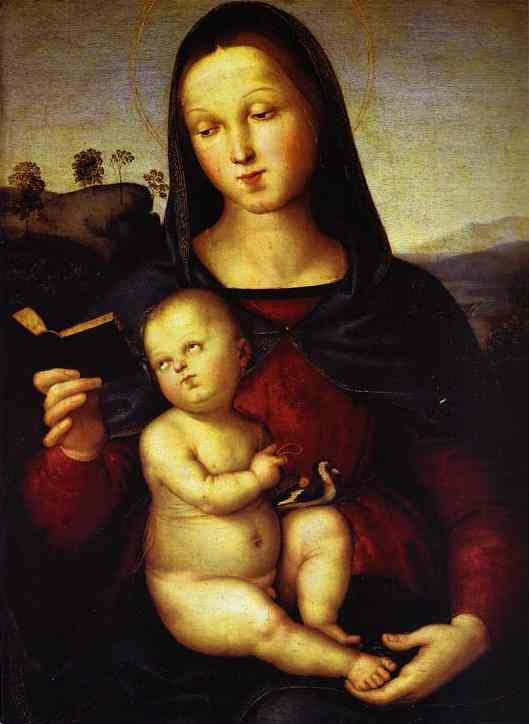
La Madonna Solly di Raffaello, che proprio dal mercante d'arte prese il suo nome

Solly continuò ad ampliare la propria collezione al fine di farla acquistare dallo Stato prussiano per formare una collezione pubblica. Proprio a tale scopo il re Federico Guglielmo III aveva acquistato nel 1815 ciò che restava della collezione Giustiniani, ma inizialmente non mostrò interesse per quella di Solly. La sua situazione finanziaria divenne quindi difficile: nonostante tutto il Blocco Continentale era ancora parzialmente attivo, e Solly e l'azienda di famiglia subirono una grave battuta d'arresto quando venti dei loro mercantili furono catturati dai danesi e portati a Copenaghen. Solo dopo anni di pressioni i Solly riuscirono ad essere risarciti delle ingenti perdite subite.
Le trattative per l'acquisto della collezione da parte della Prussia entrarono in porto solo nel 1820, e nel 1821 l'intera collezione Solly (oltre 3000 pezzi) fu acquistata per la neonata Alte Nationalgalerie. 677 dipinti furono selezionati per l'esposizione nel museo; altri furono appesi nei palazzi degli Hohenzollern in sostituzione di quelli che erano stati trasferiti al museo.

## La seconda collezione
Dopo la vendita Solly si trasferì subito a Londra, ritirandosi dall'attività commerciale e occupandosi solo di opere d'arte, in particolare di quelle alto-rinascimentali. Agì inoltre come consulente di John Bowes, la cui collezione andò a costituire il Bowes Museum. Ritrovandosi spesso in difficoltà finanziarie, tra il 1825 e il 1837 Solly continuò a vendere dipinti, disegni e incisioni (almeno 1306 pezzi suddivisi in molteplici aste, soprattutto piccoli dipinti del secolo d'oro olandese).
Dopo la sua morte nel 1844, gli ultimi pezzi della sua seconda collezione furono venduti o donati dai suoi figli ed eredi Sarah, Lavinia ed Edward nel corso degli anni.